# Rimska nalazišta u Bjelovaru
Popis rimskih nalazišta na području grada Bjelovara:

#### Ruralno naselje Lug
- Nalazište naselja u šumi Lug – 2017. godine u krugu šume Lug tijekom izgradnje istočne obilaznice pronađeni su ostaci većeg rimskog ruralnog naselja  "vicus" i rimske ceste. Ime naselja nije zabilježeno. Pretpostavljeno iz 4. stoljeća.

- Nekropola Novoseljani – pokapalište i groblje na Crkvenom polju u Novoseljanima, groblje iz 4. stoljeća. Pretpostavljeno da je bilo vezano uz naselje Lug.

#### Ostali pronalazci
- Trg Antuna Gustava Matoša – raskrižje dvaju rimskih cesta i rimski ukopi, pretpostavljeni vojni logor ili postaja.
- Rimska cesta Klokočevac – Bedenik – Kvaternikov trg – Mlinovac – ostaci rimske ceste, pronađena tijekom rekonstrukcije Zagrebačke ulice i hidroregulacije Plavnice
- Rimska cesta Kupinovac – Markovac – Korenovo – ostaci rimske ceste uz današnju rječicu Bjelovacku, pronađena tijekom hidroregulacije Bjelovacke, i pronalaženja nalazišta Matošev trg.
- Nalazište Šešićeva šuma – arheološki pronalasci stakla i keramike i kovanice cara Hadrijana.
- Kameni reljef s prikazom mitološke scene Ifigenije na Tauridi – danas ugrađeno u portal katedrale sv. Terezije Avilske.